# El Tanque, Tlapehuala
El Tanque är en ort i Mexiko.   Den ligger i kommunen Tlapehuala och delstaten Guerrero, i den södra delen av landet, 190 km sydväst om huvudstaden Mexico City. El Tanque ligger 340 meter över havet och antalet invånare är 390.
Terrängen runt El Tanque är varierad. Runt El Tanque är det ganska tätbefolkat, med 67 invånare per kvadratkilometer. Närmaste större samhälle är Tlapehuala, 7,1 km väster om El Tanque. I omgivningarna runt El Tanque växer huvudsakligen savannskog.